# Schistolais leucopogon
Schistolais leucopogon là một loài chim trong họ Cisticolidae.